# Сан-Мигел-ди-Пояриш
Сан-Миге́л-ди-Поя́риш (порт. São Miguel de Poiares) — населённый пункт и район в Португалии, входит в округ Коимбра. Является составной частью муниципалитета Вила-Нова-ди-Пояриш. Находится в составе крупной городской агломерации Большая Коимбра. По старому административному делению входил в провинцию Бейра-Литорал. Входит в экономико-статистический субрегион Пиньял-Интериор-Норте, который входит в Центральный регион. Население составляет 1481 человек на 2001 год. Занимает площадь 20,68 км².
Покровителем района считается Архангел Михаил (порт. São Miguel e São Sebastião).